# Zalisne, Bahciîsarai
Zalisne (în ucraineană Залісне) este un sat în comuna Krasnîi Mak din raionul Bahciîsarai, Republica Autonomă Crimeea, Ucraina.

## Demografie
Componența lingvistică a localității Zalisne
     Rusă (78,27%)
     Tătară crimeeană (16,43%)
     Ucraineană (5,29%)
Conform recensământului din 2001, majoritatea populației localității Zalisne era vorbitoare de rusă (78,27%), existând în minoritate și vorbitori de tătară crimeeană (16,43%) și ucraineană (5,29%).